# Piława Górna

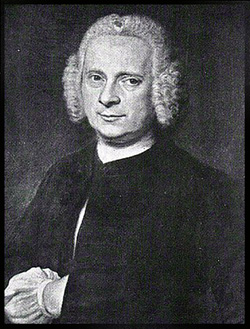
Ernst Julius von Seidlitz (1695–1766)

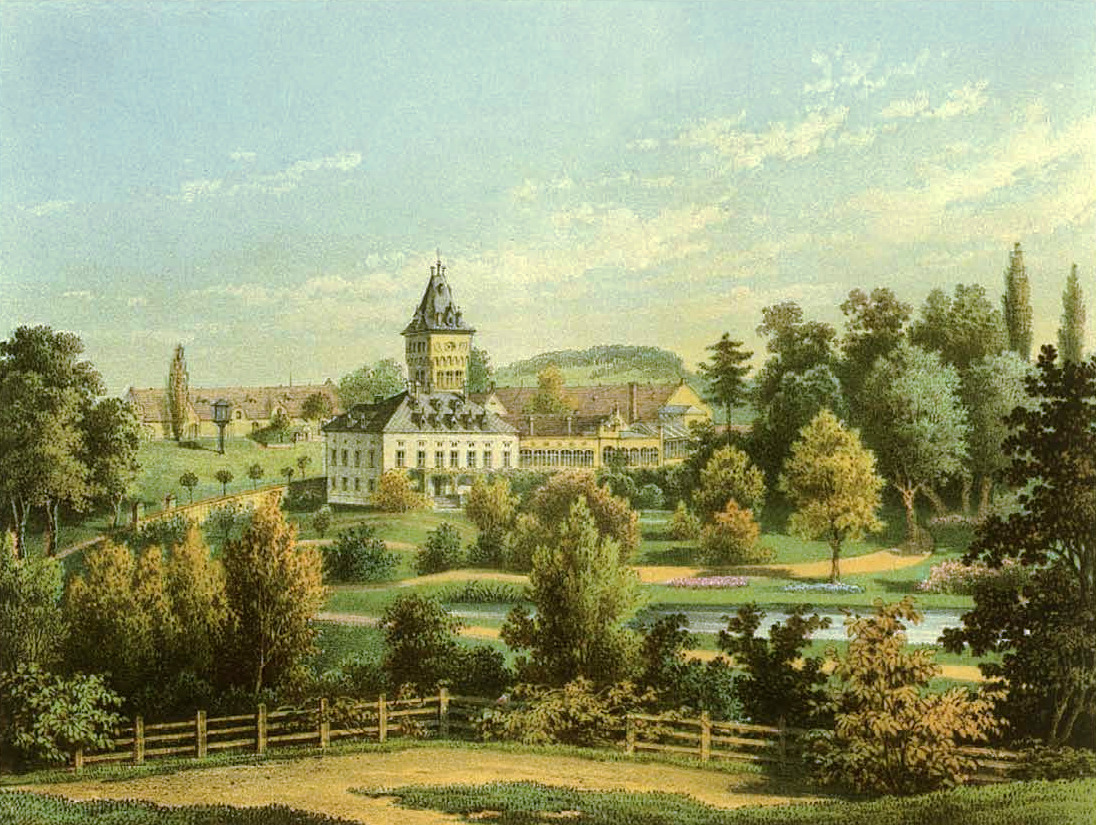
1750–1800 Schloss Peilau-Gladishof von Ernst Julius von Seidlitz

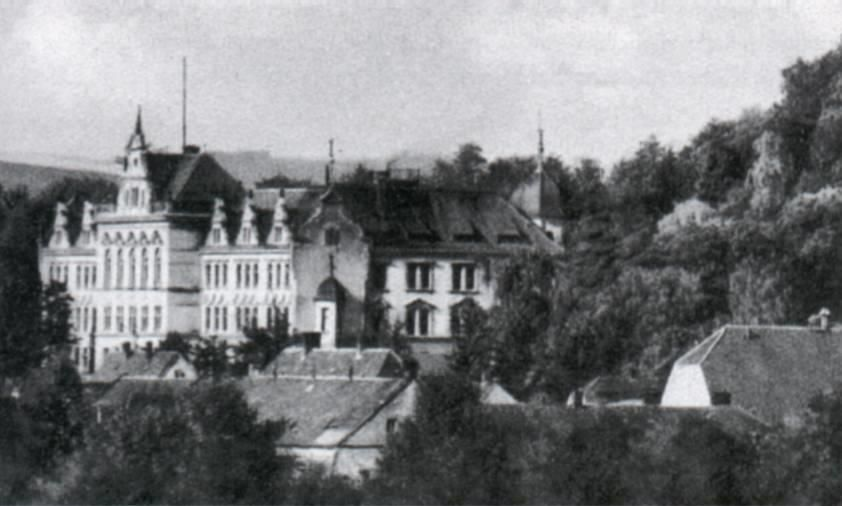
Reifensteiner Schule Maidhof

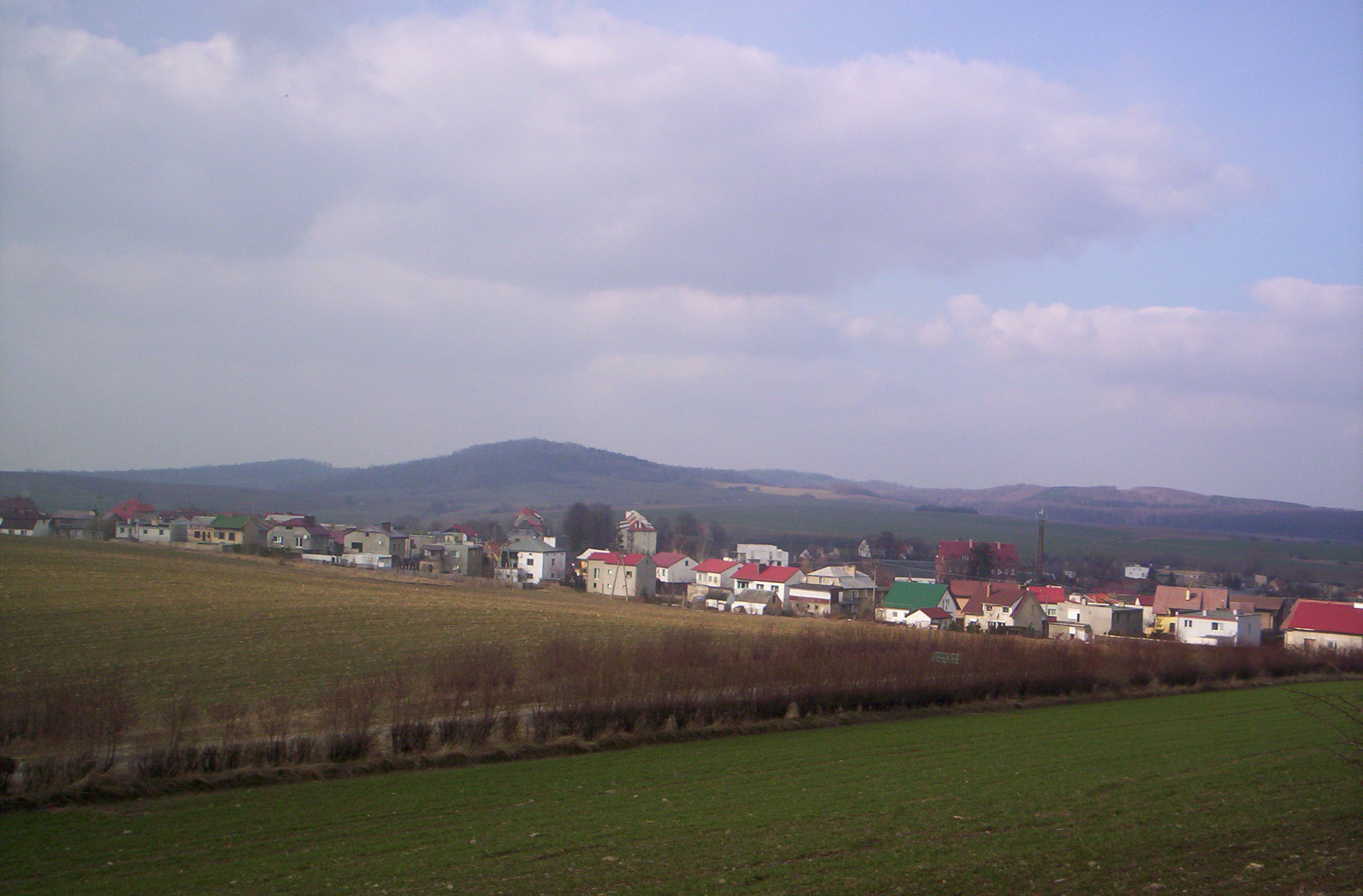
„Neue Siedlung“, erbaut in den 1929er Jahren

Piława Górna (deutsch Ober-Peilau, 1928–1945 Gnadenfrei) ist eine Stadt im Powiat Dzierżoniowski der Woiwodschaft Niederschlesien in Polen. Sie liegt acht Kilometer südöstlich von Dzierżoniów (Reichenbach).
Auf der Gemarkung Ober-Peilau wurde 1742 die Herrnhuter „Kolonie Gnadenfrei“ gegründet. Sie wurde 1928 mit Ober-Peilau und Ober-Mittel-Peilau zur politischen „Gemeinde Gnadenfrei“ zusammengeschlossen.

## Geographische Lage
Piława Górna liegt im östlichen Vorland des Eulengebirges im Tal der Piława (Peile), etwa 60 Kilometer südlich von Breslau. Die Ortschaft bildet eine Siedlungseinheit mit Piława Dolna. Durch beide Orte verläuft die Woiwodschaftsstraße 382, die von Paczków (Patschkau) nach Świdnica (Schweidnitz) führt. Östlich von Piława Górna verläuft die Europastraße 67. Der Bahnhof Piława Górna liegt an der Bahnstrecke Katowice–Legnica.
Nachbarorte sind Roztocznik (Olbersdorf) und Gilów (Girlachsdorf) im Norden, Kośmin (Schobergrund) und Niemcza (Nimptsch) im Nordosten, Przerzeczyn-Zdrój (Bad Dirsdorf) und Ciepłowody (Tepliwoda) im Osten, Zwrócona (Protzan), Sulisławice (Zülzendorf) und Brodziszów (Dittmannsdorf) im Südosten, Kluczowa (Kleutsch), Koziniec (Löwenstein) und Przedborowa (Schönheide) im Süden, Owiesno (Habersdorf) und Ostroszowice (Weigelsdorf) im Südwesten und Bielawa (Langenbielau) im Westen.

## Geschichte
Piława Górna ist das südlichste Dorf der ehemaligen Peilaudörfer. Es wurde vor 1230 oder früher gegründet und lateinisch Pilavia superior erstmals 1335 mit einer Kirche erwähnt. 1239 ist ein Schultheiß von Peilau nachweisbar.
Nach 1290 gelangte das bis dahin zum Herzogtum Breslau gehörende Peilau an das Herzogtum Schweidnitz-Jauer.
Nach dem Tod des Herzogs Bolko II. 1368 fiel Peilau zusammen mit dem Herzogtum Schweidnitz-Jauer 1368 erbrechtlich an den böhmischen König Wenzel, der ein Sohn der Königin Anna von Schweidnitz war. Allerdings stand Bolkos II. Witwe, der Herzogin Agnes von Habsburg († 1392) ein lebenslanger Nießbrauch zu.
Nach dem Ersten Schlesischen Krieg 1742 fiel Ober Peilau mit dem größten Teil Schlesiens an Preußen. Damals war Ober Peilau im Besitz des Ernst Julius von Seidlitz. Er gründete 1743 unterhalb des Questenberges die Kolonie Gnadenfrei als Herrnhuter Brüdergemeine. Dadurch konnte sich der Pietismus, der schon vorher im benachbarten briegischen Dirsdorf Fuß fassen konnte, auch im bis dahin überwiegend katholischen Herzogtum Schweidnitz-Jauer ausbreiten. Ernst Julius von Seidlitz, der 1739 wegen seiner Beziehungen zur Herrnhuter Brüdergemeine und wegen der in seinem Schloss abgehaltenen geheimen Brüder-Versammlungen 1739 in Jauer vom böhmischen Landesherrn Karl VI. inhaftiert worden war, erhielt bereits am 25. Dezember 1742 vom preußischen König Friedrich II. eine Generalkonzession zur Gründung einer Brüdergemeine. Im selben Jahr wurde der Grundstein für das erste Gebäude, das spätere Witwerhaus gelegt. Die Ortsbezeichnung „Gnadenfrei“ wurde zum Andenken an die Entlassung des Grundherrn aus der Haft und die Befreiung der evangelischen Christen von der Unterdrückung und Verfolgung gewählt. Bereits 1742 wurde auf dem Seidlitzhof ein Betsaal errichtet und 1743 im Südosten der Gottesacker angelegt, der mit dem Ort durch eine Lindenallee verbunden war. Zu einem Mitgliederanstieg der Brüdergemeine kam es schon 1743, nachdem die für Peterswaldau genehmigte Ansiedlungskonzession nicht in Anspruch genommen worden war. Deshalb ließen sich die Peterswaldauer Herrnhuter Brüder in Gnadenfrei nieder.
1744 erfolgte die Grundsteinlegung zu einer Saalkirche, die sich in der Mitte eines mit Bäumen und Hecken bepflanzten Platzes befand. Hinzu kamen Gebäude im Mansardenstil: 1746 das Chorhaus der ledigen Brüder, ein Jahr später das Chorhaus der ledigen Schwestern und 1789 das Chorhaus der Witwen. Große Bedeutung erlangten auch die Erziehungsanstalten. Das Schwesternhaus eröffnete 1791 eine Internatsschule für Mädchen und die 1744 gegründete Knabenschule wurde 1814 ebenfalls eine Internatsschule. 1792 zerstörte ein Brand den Kern der Siedlung. Da ein hoher Anteil der Bewohner fromme Adelige waren, erfolgte der Wiederaufbau nach aristokratischen Vorstellungen.
Nach der Neugliederung Preußens gehörten Oberpeilau mit Gnadenfrei ab 1818 zum Landkreis Reichenbach, mit dem es bis 1945 verbunden blieb. 1874 entstanden die Amtsbezirke Peilau und Gnadenfrei. Von wirtschaftlicher Bedeutung waren von Anfang an die Tuchmacher, später kamen Handel und Gewerbe sowie die Textil- und Steinindustrie hinzu. 1873 wurde die Maschinenweberei Th. Zimmermann gegründet.
Im Ersten Weltkrieg wurde ein Kriegsgefangenenlager eingerichtet. Ende 1918 kehrten ca. 700 bis 800 russische Offiziere in ihre russische Heimat zurück.
1919 erwarb der Reifensteiner Verband das frühere Realgymnasium der Brüdergemeine Herrnhut und richtete dort eine Frauenschule ein. Am 1. Januar 1928 erfolgte die Zusammenlegung der Landgemeinden Ober Peilau I und II, Ober Mittel-Peilau und Gnadenfrei zur politischen „Gemeinde Gnadenfrei“. 1938 wurde Schobergrund eingemeindet. 1943/44 wurde die Frauenschule zunehmend militärisch genutzt. Der Schulbetrieb wurde in das Schloss Petersdorf am Zobten verlegt und konnte dort bis zum Februar 1945 bestehen.
Am Ende des Zweiten Weltkriegs eroberte die Rote Armee Gnadenfrei, das keine Zerstörungen erlitten hatte, und unterstellte es der Verwaltung der Volksrepublik Polen. Diese benannte Gnadenfrei zunächst in Zagórze und 1947 in Piława Górna um. Der Ortsteil Schobergrund erhielt die Ortsbezeichnung Kośmin. Die deutschen Einwohner wurden 1946 vertrieben. Die neu angesiedelten Bewohner waren teilweise Zwangsumgesiedelte aus Ostpolen, das an die Sowjetunion gefallen war. Die Saalkirche mit ihren Nebengebäuden wurde am 25. April 1946 durch Brandstiftung vernichtet. Von 1945 bis 1954 war Zagórze bzw. Piława Górna eine eigenständige Landgemeinde. 1956 wurde Piława Górna zur stadtartigen Siedlung und 1962 zur Stadt erhoben. Gleichzeitig erfolgte die Eingemeindung von Kośmin und Kopanica. 1975–1998 gehörte es zur Woiwodschaft Wałbrzych (Waldenburg). Nach der politischen Wende 1989 wurden die ehemals staatlichen Textilbetriebe und Steinbrüche privatisiert.
Im Jahr 2002 gab es etwa 120 Steinbearbeitungsbetriebe, 27 Textilunternehmen verschiedenster Art, 172 Handels- und 157 Dienstleistungsbetriebe. Hinzu kamen etwa 115 landwirtschaftliche Kleinbetrieben, die zumeist Zuckerrüben, Raps und Getreide anbauten.

## Sehenswürdigkeiten
- Das Schloss Peilau-Gladishof (polnisch Pałac Gladishof w Piławie Górnej) entstand in der Wende vom 17. zum 18. Jahrhundert. Die neugotische Fassade und Ausstattung erhielt es im 19. Jahrhundert. Das Schloss sowie die angrenzende Parkanlage stehen seit Anfang der 1980er unter Denkmalschutz.[6]
- Die St.-Martins-Kirche wurde erstmals 1411 urkundlich erwähnt.[7]
- Das im Stil des Historismus erbaute städtische Gymnasium entstand zwischen 1894 und 1896[8].

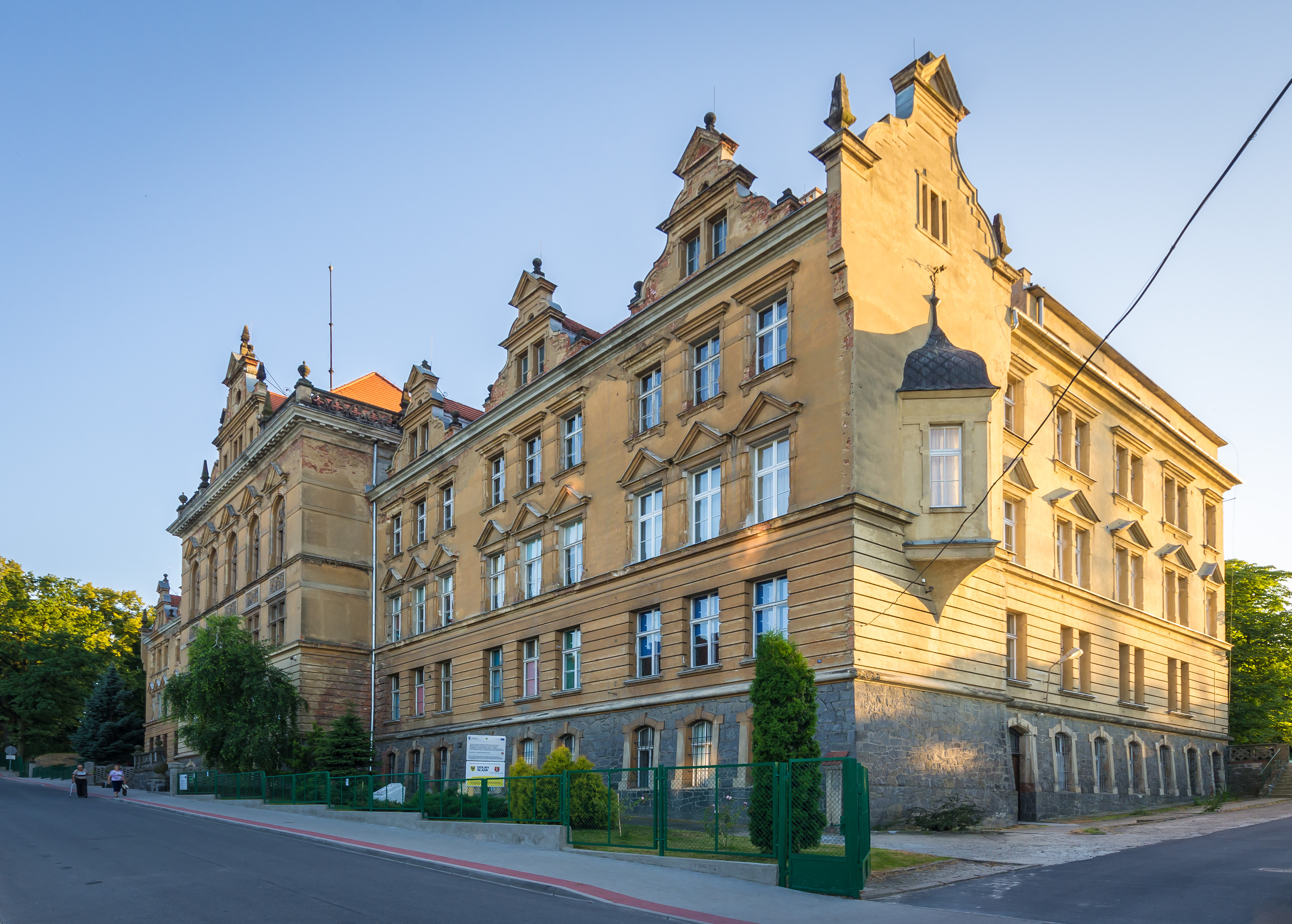
Das alte Gymnasium – Erbaut 1894–1896
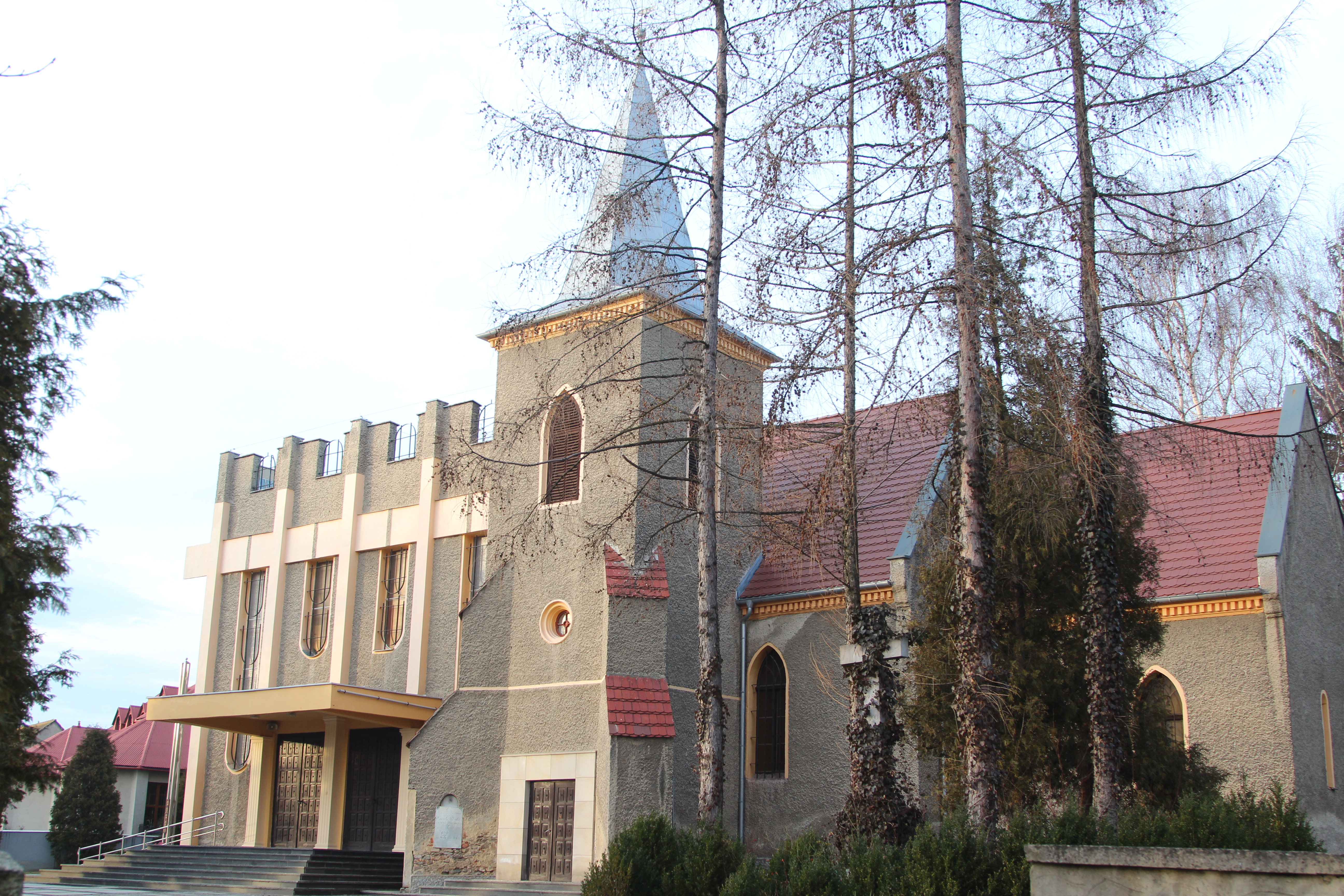
Römisch-katholische St.-Martins-Kirche
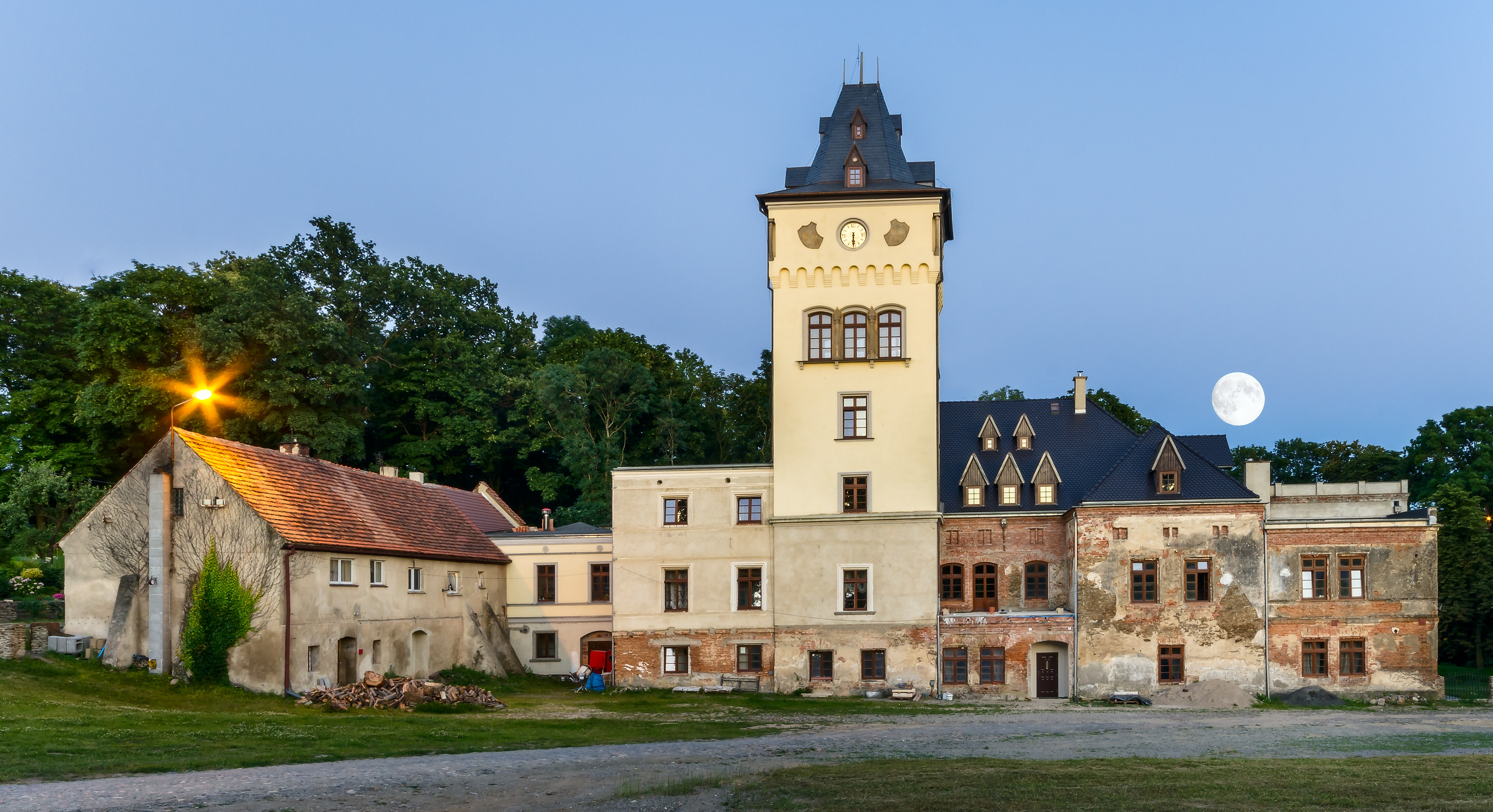
Schloss Peilau-Gladishof

## Persönlichkeiten
- Ernst Sigismund Mirbt (1799–1847), deutscher Philosoph in Jena
- Gottfried von Bülow (1831–1907), deutscher Archivar und Historiker, Leiter des Staatsarchivs Stettin
- Adolf Schaube (1851–1934), deutscher Gymnasialprofessor und preußischer Abgeordneter
- Carl Mirbt (1860–1929), deutscher evangelischer Kirchenhistoriker
- August Hermann Francke (1870–1930), deutscher Missionar und Tibetologe
- Hermann Krätzig (1871–1954), deutscher Politiker (SPD), Mitglied des Reichstages
- Oskar Körner (1875–1923), zweiter Vorsitzender der NSDAP
- Wilhelm Jannasch (1888–1966), deutscher lutherischer Theologe
- Hans Moritz Meyer (1910–1978), deutscher Bibliothekar
- Klaus Briegleb (1932–2024), emeritierter Professor für Literatur, Heine-Forscher, Hamburg